# Manuel Orozco y Berra
Manuel Orozco y Berra (Ciudad de México, 8 de junio de 1816-Ib., 27 de enero de 1881) fue un historiador mexicano, discípulo de José Fernando Ramírez y Joaquín García Icazbalceta y junto con ellos, es considerado uno de los historiadores más importantes de México del siglo XIX. Fue miembro de la Academia Mexicana de la Lengua.

## Vida política
En 1844 pronunció el discurso alusivo a la Independencia, publicando diversos artículos políticos y literarios. Tres años más tarde obtuvo el título de abogado en el Seminario Palafoxiano de Puebla. En 1850 fue nombrado director del Archivo General de la Nación. De 1855 a 1857 se desempeñó como oficial mayor del Ministerio de Fomento durante el gobierno de Ignacio Comonfort.
En 1863 el presidente Benito Juárez lo designó ministro de la Suprema Corte de Justicia de la Nación. Entre 1864 y 1867 se desempeñó como director del Museo Nacional durante el gobierno de Maximiliano I de México, por este motivo, fue juzgado como traidor a la patria y sentenciado a la cárcel. 

## Vida literaria
En 1864 se publicó su obra Geografía de las lenguas y carta etnográfica de México. El 11 de septiembre de 1875 Orozco y Berra fue miembro fundador de la Academia Mexicana de la Lengua, ocupó la silla XIII. Fue miembro de número de la Sociedad de Historia Natural y miembro honorario de la Sociedad Minera. Fue miembro correspondiente de la Real Academia Española y de la Real Academia de la Historia. Asimismo, fue miembro de la Sociedad Arqueológica de Santiago de Chile, de la Sociedad Geográfica de Roma, de la Sociedad Arqueológica de París y del Congreso Internacional de Americanistas.
Entre 1880 y 1881 se publicó en cuatro volúmenes su obra maestra Historia antigua y de la Conquista de México. Orozco y Berra fue pionero de la historiografía mexicana y presidente de la Sociedad Mexicana de Geografía y Estadística. Murió en la Ciudad de México el 27 de enero de 1881.

## Obras
- Dirigió y llevó al cabo el Diccionario Universal de Historia y Geografía (1853-1856), en diez volúmenes.

Además:
- Materiales para una cartografía mexicana
- Apuntes para la historia de la geografía en México
- Memoria para la carta hidrográfica del Valle de México
- Memoria para el plano de la Ciudad de México
- Historia de la geografía en México
- Geografía de las lenguas y carta etnográfica de México.[5]
- Conquistadores de México
- Estudios y cronología mexicana
- Historia antigua y de la Conquista de México
- Historia de la dominación española en México
- Textos del Álbum Fotográfico Mexicano del fotógrafo Desiré Charnay y el editor Julio Michaud